# Gobierno provisional Renner
El Gobierno provisional Renner se constituyó en Austria el 27 de abril de 1945 y cesó el 20 de diciembre de 1945. Fue un gobierno de concentración acordado en los días previos por los tres principales partidos austriacos: el popular ÖVP, el socialista SPÖ, y el comunista KPÖ. Sus poderes derivaban de la Declaración de Independencia de Austria proclamada por los mismos partidos el 27 de abril de 1945 que restauraba la República de Austria.
Al igual que en los años 1918-1920, periodo fundacional de la Primera República dirigido por Karl Renner, el presidente del Gobierno (hoy Bundeskanzler, Canciller federal) pasó a llamarse Canciller (Staatskanzler); el Jefe de Departamento (hoy Bundesminister, Ministro federal) cambió a Staatssekretär (Secretario de Estado); y el cargo inmediatamente inferior a este fue llamado Unterstaatssekretär (Subsecretario). También se utilizó Staatskanzlei (Cancillería) en lugar de Bundeskanzleramt (Cancillería federal) y Staatsamt (Oficina Estatal) en lugar de Ministerium (Ministerio). El 20 de diciembre de 1945 recuperó su plena vigencia la Constitución federal de 1929 y, por tanto, el mismo día, el ya Presidente federal Renner nombró al Gobierno federal Figl I y volvió a utilizarse la terminología administrativa del período 1920-1938.
El gobierno provisional se consideró desde el principio, con el apoyo de la Unión Soviética, como el representante de toda Austria, aunque de facto sólo tenía plena autoridad en la zona oriental del país ocupada por el Ejército Rojo. Cuando el gobierno del estado federado de Salzburgo hizo pública el 24 de mayo de 1945 una nota de bienvenida dirigida al nuevo Gobierno federal, fue inmediatamente amonestado por la autoridad militar estadounidense que ocupaba ese territorio. Más tarde, el 11 de septiembre de 1945, el Consejo Aliado constituido en julio autorizó la invitación de Renner a los representantes de los estados federados para celebrar una Conferencia en Viena durante los días 24 a 26 de septiembre. Allí fue reconocido el gobierno Renner por todos los estados federados y el 19 de octubre hicieron lo mismo los aliados, remitiéndose de iure a dicho reconocimiento la legalidad de las decisiones que se habían adoptado con anterioridad en la segunda Conferencia federal celebrada del 9 al 11 de octubre de 1945.
Las sesiones plenarias no oficiales que reunían al Gobierno con todos los Secretarios de Estado y los Subsecretarios —unas 30 personas— se conocían por el nombre de Kabinetssrat, Consejo del Gabinete. Aquí no sólo se administraba, sino que, asumiendo las funciones de un Parlamento inexistente, también se aprobaban leyes. Según Schärf, «después de los años del fascismo era, por así decir, la primera vuelta a la escuela de la democracia».
| Ministerio                                          | Ministro | Subsecretario |
| Cancillería                                         | Canciller: Karl Renner (SPÖ) Secretarios de Estado: Leopold Figl (ÖVP), Johann Koplenig (KPÖ), Adolf Schärf (SPÖ) El canciller y los tres secretarios de Estado sin cartera ejercían el liderazgo político y sus reuniones tenían el carácter de un Consejo de Ministros reducido. Además, tenían encomendadas provisionalmente las funciones de la Jefatura del Estado. | Heinrich Herglotz (ÖVP, desde el 4 de mayo de 1945), Franz Winterer (SPÖ, Ejército), Karl Gruber (ÖVP, Asuntos Exteriores, desde el 26 de septiembre de 1945) |
| Interior                                            | Franz Honner (KPÖ) | Oskar Helmer (SPÖ) Raoul Bumballa (ÖVP) Josef Heinrich Sommer (ÖVP, desde el 26 de septiembre de 1945)                                                        |
| Justicia                                            | Josef Gerö (independiente) | Karl Altmann (KPÖ) Max Scheffenegger (SPÖ) Ferdinand Nagl (ÖVP)                                                                                               |
| Instrucción Pública y Asuntos Religiosos            | Ernst Fischer (KPÖ) | Karl Lugmayer (ÖVP) Josef Enslein (SPÖ) Ernst Hefel (ÖVP, Asuntos Religiosos)                                                                                 |
| Asuntos Sociales                                    | Johann Böhm (SPÖ) | Franz David (KPÖ) Alois Weinberger (ÖVP) |
| Finanzas                                            | Georg Zimmermann (independiente) | Hans Ritzi (desde el 4 de mayo de 1945) |
| Agricultura y Silvicultura                          | Rudolf Buchinger (ÖVP, hasta el 26 de septiembre de 1945) Josef Kraus (ÖVP, desde el 26 de septiembre de 1945) | Alois Mentasti (SPÖ) Laurenz Genner (KPÖ) |
| Industria, Comercio y Transportes                   | Eduard Heinl (ÖVP) | Karl Waldbrunner (SPÖ) Hermann Lichtenegger (KPÖ, desde el 4 de mayo de 1945)                                                                                 |
| Suministros                                         | Andreas Korp (SPÖ) | Helene Postranecky (KPÖ) Josef Kraus (ÖVP, hasta el 26 de septiembre de 1945) Ernst Winsauer (ÖVP, desde el 26 de septiembre de 1945)                         |
| Edificios Oficiales y Reconstrucción                | Julius Raab (ÖVP) | Heinrich Schneidmadl (SPÖ) Otto Mödlagl (KPÖ, desde el 4 de mayo de 1945)                                                                                     |
| Protección del Patrimonio y Planificación Económica | Vinzenz Schumy (independiente) | Franz Rauscher Alfred Neumann (KPÖ, desde el 26 de septiembre de 1945)                                                                                        |